# Olga Mom
Olga Mom ( Argentina, ? ) fue una actriz de cine que trabajó en algunas películas en la década de 1930. Después de su debut en Ídolos de la radio  (1934) dirigida por Eduardo Morera volvió a actuar en 
Monte criollo   (1935) dirigida por Arturo S. Mom, con quien tenía vínculos familiares, y luego lo hizo en otros dos filmes.

## Filmografía
Actriz
- Margarita, Armando y su padre   (1939) dir. Francisco Mugica
- Así es el tango   (1937) dir. Eduardo Morera
- Monte criollo   (1935) dir. Arturo S. Mom
- Ídolos de la radio  (1934) dir. Eduardo Morera